# 玻茨模型
在统计力学中，玻茨模型（Potts模型）是易辛模型的推广，它描述晶格上的自旋。
玻茨模型可应用于铁磁性和固态物理学。

## 定义
玻茨模型的哈密頓量是：
{\displaystyle H_{p}=-J_{p}\sum _{(i,j)}\delta (s_{i},s_{j})}
其中{\displaystyle s_{i}=1,\ldots ,q} 是晶格上的自旋变数， δ(si, sj) 是克罗内克函数。
当 si = sj 时，该函数等于1，否则等于0。
q=2的玻茨模型等于易辛模型（Jp = -2Jc ）。
有时会引入磁场h：
{\displaystyle F=\beta H_{g}=-\beta \sum _{(i,j)}J_{ij}\delta (s_{i},s_{j})-\sum _{i}h_{i}s_{i}}
其中 β=1/kT 的T是温度，k是波茲曼常數。